# Сарра-Эль
Сарра-Эль (Шарраэл) — царь Ямхада, правивший примерно в начале XVI века до н. э. Возможно, сын Ярим-Лима III.
Сарра-Эль мог быть принцем Ямхада, возможно захватившим престол после захвата Халеба хеттским царём Мурсили I и свержения (а, возможно, и убийства) законного царя.
По-видимому, Сарра-Эль захватил Халеб и провозгласил себя «великим царём». Однако возродить могучее государство, игравшее первостепенную роль в политической жизни Сирии и частично Месопотамии, он уже не мог. Видимо, разрушения, причиненные хеттами, были столь значительны, что сил для подлинного восстановления мощного царства уже не было. Тем не менее, в условиях относительного политического вакуума, когда Хеттской царство на какое-то время пришло в упадок, Митанни еще не претендовало на власть в Сирии, Вавилон находился под властью касситов, а Египет ещё не освободился от владычества гиксосов, Сарра-Эль и его сын Абба-Эль II смогли на какой-то период добиться самостоятельности своего царства.